# Алжирский франк
Алжирский франк (фр. Franc algérien) — денежная единица Французского Алжира в 1852—1962 годах, Алжирской Народно-Демократической Республики в 1962—1964 годах и французской зоны оккупации Феццан в 1943—1952 годах.

## История
До французского завоевания Алжира в обращении находились турецкие и алжирские монеты. В 1830 году законным платёжным средством объявлен французский франк. 1 ноября 1851 года учреждён французский Банк Алжира, получивший монопольное право выпуска банкнот во франках в Алжире. Банк начал выпуск банкнот в 1852 году.
В 1943 году британские и американские военные власти начали выпуск в обращение купюр, получивших название «военных фунтов» и «штурмовых долларов». При этом был установлен курс: 1 фунт = 300 франков, 1 доллар = 75 франков, что было намного выше курса, применявшегося на территориях, контролировавшихся правительством де Голля (фунт = 200 франков, доллар = 50 франков). Завышенный курс фунта и доллара вызвал резкий рост цен в Алжире. Французы настаивали на снижении курса до прежнего, что после длительных переговоров было принято на конференции в Касабланке в 1943 году.
В 1943—1952 годах, во время англо-французской оккупации Ливии, алжирский франк находился в обращении в Феццане (французской зоне оккупации).
В 1949 году Банк Алжира был переименован в Банк Алжира и Туниса, выпуск банкнот с новым названием банка начат в 1950 году. В 1958 году банк вновь переименован в Банк Алжира, в том же году выпущены банкноты с прежним названием банка.
В 1960 году, одновременно с деноминацией французского франка, проведена деноминация алжирского франка. Начат выпуск в обращение «нового франка» (фр. franc nouveau) = 100 франкам.
В 1963 году право эмиссии было передано вновь созданному Центральному банку Алжира. 19 октября 1963 года, не объявляя официально о выходе из зоны франка, Алжир распространил валютные ограничения на страны зоны и отошёл от принципов, на которых основано членство в Зоне франка.
Законом от 10 апреля 1964 года вместо нового франка введён алжирский динар в соотношении 1:1.

## Банкноты
Банкноты Банка Алжира:

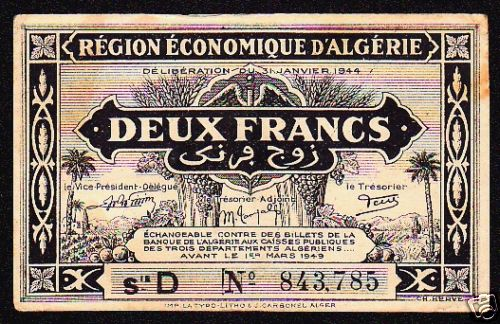
2 франка Экономического региона Алжир, 1944 год

- образца 1852 года: 100, 500, 1000 франков;
- образца 1861 года: 100, 500 франков;
- образца 1861 года (отделение в Оране): 50, 100, 1000 франков;
- образца 1868—1877 годов: 5, 10, 20, 25, 50, 100, 500, 1000 франков;
- образца 1868—1877 годов (отделение в Боне): 50, 100 франков;
- образца 1868—1877 годов (отделение в Константине): 50, 500, 1000 франков;
- образца 1903—1912 годов: 5, 20, 50, 100, 500, 1000 франков;
- образца 1913—1926 годов: 5, 20, 50, 100, 500, 1000 франков;
- образца 1938—1939 годов: 50, 100 франков;
- образца 1941 года: 1000 франков;
- образца 1942 года: 50, 100, 1000, 5000 франков;
- образца 1942—1943 годов: 5, 20, 500 франков (банкноты этого выпуска с надпечаткой «Казначейство» использовались при высадке на Корсике и на юге Франции[3]).

Банкноты Экономического региона Алжир (подлежали обмену на банкноты Банка Алжира до 1 марта 1949 года):
- первый выпуск 1944 года: 50 сантимов, 1, 2 франка;
- второй выпуск 1944 года: 50 сантимов, 1, 2 франка.

Банкноты Банка Алжира:
- образца 1946—1948 годов: 20, 1000, 5000 франков.

Банкноты Банка Алжира и Туниса:
- образца 1949—1955 годов: 500, 1000, 5000, 10 000 франков.

Банкноты Банка Алжира:
- образца 1956—1958 годов: 100, 500, 1000, 5000 франков.

Банкноты Банка Алжира и Туниса с надпечатками:
- 500 франков/5 новых франков, 1000 франков/10 новых франков, 5000 франков/50 новых франков, 10 000 франков/100 новых франков.

Банкноты Банка Алжира:
- образца 1959 года: 5, 10, 50, 100 новых франков[4][5].

## Монеты
В обращении использовались французские монеты.
Специально для Алжира были выпущены медно-никелевые монеты: 20 франков (1949, 1956), 50 франков (1949) и 100 франков (1950, 1952).

## Боны коммерческих палат
В 1915—1922 годах в связи с нехваткой в обращении монет мелких номиналов коммерческие палаты Алжира, Боне, Бужи, Орана и Константина выпускали металлические и бумажные боны.